# Santa Teresa (distrito)
Santa Teresa é um dos nove distritos da Província de La Convención, situada no Departamento de Cusco, pertenecente a Região Cusco, Peru.

## Transporte
O distrito de Santa Teresa é servido pela seguinte rodovia:
- CU-109, que liga o distrito à cidade de Mollepata
- CU-100, que liga o distrito à cidade de Inkawasi[1][2][3]